# Тамта (дочь Иване)
Тамта (араб. طماطة‎; арм. Թամթա; груз. თამთა; перс. تامتا‎; тур. Tamta; −1254(?)) — правительница Хлата в 1245—1254 годах, дочь Иване Мхаргрдзели. После того, как Иване попал в плен при осаде Хлата, он был вынужден заключить с жителями города невыгодный договор, одним из условий которого было отдать Тамту замуж за правителя Хлата.
Таким образом, в 1209/10 году первым мужем Тамты стал Аль-Аухад Айюбид, сын аль-Адиля и племянник Саладина. После скорой смерти Аль-Аухада Хлат перешёл под контроль его родного брата Аль-Ашрафа. Тамта, как и Хлат, перешла к Аль-Ашрафу и стала одной из его жён. Тамте удалось добиться снижения налогов для монастырей. В 1230 году Джелал ад-Дин захватил Тамту в плен и сделал своей женой или наложницей. Затем Тамта была пленена Чормаганом и увезена в Каракорум. В середине 1240-х годов посол царицы Русудан упросил монголов отпустить пленницу. Тамта вернулась в Хлат с полномочиями правителя и управляла городом около десяти лет до своей смерти.

## Исторический контекст событий

### Происхождение Тамты
Отцом Тамты был Иване, военачальник грузинской царицы Тамары. Происхождение, национальная принадлежность и название семьи являются предметом дискуссий. Грузинские источники называют отца Тамты Иване Мхаргрдзели, армянские авторы называют его Иване Закарян. Причём, согласно историкам Э. Истмонду и С. Ла Порте, форма Мхаргрдзели встречается в средневековых источниках и надписях на сооружениях, тогда как форма Закарян появляется позднее — в армянской историографии. Согласно Ла Порте, форма Закарян появляется ещё у Вардана Аревелци , однако ни в надписях Иване, ни в надписях Закаре форма Закарян не используется, в средневековых надписях на зданиях сами члены семьи именуются Мхаргрдзели. Согласно историку Ст. Раппу, армянская семья Мхаргрдзели на их родном языке называется Закаряны. Р. Шукуров назвал братьев армянами, но семью называл Мхаргрдзели.
Ан-Насави ( XII — начало XIII века) называл Иване «ал-Курджи» (грузин), связь братьев с Грузией зафиксировал и Абу-ль-Феда (1273 — 1331), ошибочно назвав Закаре грузинским царем. Но наиболее распространённая, по мнению Ла Порты, версия о происхождении семьи Мхаргрдзели основана на указаниях историков тринадцатого века, современниках Иване и Тамты, Киракоса Гандзакеци (1203—1272) и Вардана Аревелци (1200—1271), которые, в свою очередь, опирались на утерянный труд их учителя Ованнеса Тавушеци (1181—1251). Согласно этой версии, братья Иване и Закария были курдского происхождения. Курдское происхождение семьи было признано многими учёными. Этой версии придерживались В. Минорский и Р. Томсон. «Христианизированными курдами»  называет представителей семьи Н. Гарсоян. При этом, согласно Н. Гарсоян, «многочисленные надписи, оставленные на сооружениях братьев, не оставляют сомнений, что они рассматривали себя как армян». Сами братья претендовали на происхождение от армянских правителей региона. В одной из надписей братья утверждали, что произошли от Багратидов, в другой надписи они указывали происхождение от Арцрунидов, которые правили в Васпуракане. Академик Н. Марр называл Иване армянином.

### Хлат
В начале тринадцатого века ключевая ценность Хлата заключалась в его расположении. Стратегически важное местоположение выделяло Хлат из прочих небольших эмиратов. Правитель Хлата контролировал торговые пути между Азией, Кавказом и Европой: маршруты с севера на юг от Двина в Дамаск, с востока на запад от Ардебиля в Амид имели главный узел в Хлате. Это выигрышное расположение Хлата делало его желанным для всех окрестных правителей. Ибн аль-Асир (1160 — 1233) писал о регионе Хлата в начале тринадцатого века: «Этот пограничный регион всегда был одним из самых опасных для тех, кто жил рядом с ним, и для персов до ислама, и после них для мусульман от начала ислама до наших дней». Местные войны в основном велись из территориальных и финансовых причин, при этом участники мало заботились о том, какой веры были противники или союзники. Как результат, в самом городе мирно сосуществовали представители разных народностей и разных верований. Насир Хосров (1004—1088) проезжал через Хлат и написал в Сафар-наме (Книге путешествия), что город расположен «на границе между мусульманами и армянами» и в нём «говорят на трёх языках: по-арабски, персидски и армянски». По мнению Истмонда, «вполне вероятно, что в XIII веке армяне составляли большинство населения в Хлате».

### Айюбиды
Земли Саладина были разделены между его семью сыновьями, его братьями и их сыновьями по меньшей мере на двадцать пять человек. Это ослабило общую силу династии и породило раскол в семье и войны между братьями и кузенами. [[Аль-Аухад Айюбид|аль-Аухад]], племянник Саладина и сын аль-Адиля, был малозначительным представителем семьи Айюбидов. Он не фигурирует ни в одной истории семьи. Его отец аль-Адиль назначил его правителем Майяфарикина, который находился на самой окраине территорий Айюбидов. Из Майяфарикина и сам аль-Адиль, и другие члены семейства, неоднократно, но безуспешно, пытались захватить Хлат. В большинстве экспедиций аль-Аухад принимал участие, всегда находясь на незначительных должностях, даже его младший брат Муса аль-Ашраф занимал более высокие должности. В управлении у Мусы аль-Ашрафа были и более важные, чем Майяфарикин, города — Харран и Ракка в Джазире. В 1207 году аль-Аухад неожиданно для всех занял Хлат. Перед этим правитель Хлата, Балабан, в союзе с Тогрул-шахом из Эрзурума отбросил войско аль-Аухада от Хлата. Но между союзниками произошёл конфликт, Тогрул-шах убил Балабана и направился к стенам города. Однако горожане, не одобрившие убийство Балабана, не впустили его убийцу в город. Они обратились к аль-Аухаду и призвали его. Так аль-Аухад оказался правителем Хлата.
Ибн аль-Асир и Бар Эбрей ( 1226 — 1286)  сообщали, что в 605 г.х. (16 июля 1208 — 5 июля 1209) Иване вместе с братом Закаре напал на эмират Хлат, ставший частью земель Айюбидов, захватил Эрджиш и богатую добычу. Поскольку власть аль-Аухада не была стабильной, Иване не встретил сопротивления. В следующем 606 году (6 июля 1209 — 24 июня 1210) братья осадили Хлат. По мнению Я. Манандяна, братья намеревались освободить исторические армянские земли.

## Биография

### Ранние годы
Жизнь Тамты до 1210 года неизвестна. Нет данных о месте и дате её рождения, нет данных о дате рождения даже её отца. Ничего не известно о матери Тамты, кроме имени Хошак. Свои детские годы Тамта, вероятно, провела в провинции Лори, между Арменией и Грузией, где её отец имел крупные поместья. К 1210 году Тамта была в возрасте, пригодным для брака, то есть ей было более 13 лет. Умерла Тамта в преклонном возрасте примерно в 1254 году, что позволяет предположить, что она родилась около 1195 года. У Тамты был брат Аваг.
Киракос Гандзакеци и Себастаци (современник Тамты) называли её имя: «И звали женщину эту Тамта», «Тамте, сестре Авага». Ан-Насави назвал её «Тамесцаха Бельмикур», слив её имя с именем одного из последних правителей Хлата, Бектимура. Остальные источники её имя не называли. Женщин того времени не было принято в мусульманских хрониках называть по именам. Чаще их называют по отцу (Малика Адилийя — королева, дочь аль-Адиля), почётным именем (Сафват аль-Дунья ва-дин — Чистота Мира и Религии) или этническим именем (курджийя или гурджи хатун — грузинская госпожа) как Тамта. Аль-Хамави писал о правлении Тамты: «грузины из Хлата». К. Патканов отмечал: «У мусульманскихъ писателей она извѣстна подъ именемъ „аль-Горджиетт“ то есть грузинки». В. Минорский назвал её «грузинской принцессой (аль-Курджийя)». Д'Оссон назвал её «Гурджиет (грузинка)» и «дочерью грузинского принца Ивани». Ж. Субле и Р. Хэмфрис называли Тамту «грузинской женой» аль-Ашрафа. Шукуров назвал Тамту «армянкой халкидонитского [грузинского] вероисповедания» (отец её в 1200 году перешёл в грузинскую веру). Этим и объясняется особенное благоволение Тамты к грузинам. Как писал Киракос, «они [Айюбиды] особенно почитали грузин, и [последние] были свободны от податей во всех их городах, а также в Иерусалиме».

### Первый брак
В первый раз Тамта упоминается в связи с событиями, которые привели к её первому браку. В 1209/10 или 1210/11 году отец Тамты, Иване, и его брат, Закаре, осадили Хлат. Правитель Хлата, аль-Аухад, в это время вместе с братьями Меликом Камилем и аль-Ашрафом находился в Дамаске или Египте. Положение армяно-грузинского войска было выигрышным и они взяли бы город, если бы не случайность. Причины её историки описывали по-разному: обвиняли захромавшую лошадь, неосторожность или пьянство Иване, который «бесцельно качаясь», подошёл слишком близко к стенам города; хвалили горожан, вырывших ловушку, о которую оступилась лошадь. В итоге Иване попал в засаду. Для освобождения Иване Захарии пришлось вступать в переговоры, он потребовал, чтобы брата не выдавали Айюбидам, угрожая разорением земель Хлата. По достигнутому договору, за освобождение Иване Закаре и Иване обязались вернуть Айюбидам многие крепости, освободить 5000 мусульманских пленников, заплатить выкуп, заключить перемирие на 30 лет и отдать в жёны аль-Аухаду Тамту, дочь Иване.
Но договор с Иване заключили не Айюбиды, а те, кто взял его в плен — «люди города», как писал Киракос. Хотя аль-Аухад все ещё был правителем Хлата в 1210 году, ситуацией в городе управлял не он, поскольку его войско фактически было осаждено горожанами в цитадели города. Возможно, горожане рассматривали Тамту как заложника вместо её отца, чтобы закрепить мир. Несмотря на то, что и аль-Аухад, и Иване к союзу были принуждены, но он был выгоден и Айюбидам, и Мхаргрдзели. Однако самыми выигравшими оказались христиане Хлата. Предыдущие хозяева Хлата были терпимы к христианскому населению. По мнению Истмонда, «армянское население Хлата успешно попробовало этим браком ввести христианку в правящую ими семью». Арабские историки Ибн-Васил, аль-Нувайри и Ибн аль-Фурат сообщали, что Тамте было позволено сохранять свою христианскую веру, поскольку её религия была ключевым фактором для горожан в организации брака. После нескольких месяцев брака аль-Аухад внезапно умер. Его младший брат, аль-Ашраф Муса, правивший в то время Харраном и Раккой, а в будущем Диярбакыром и Дамаском, занял его место.

### Второй брак
Аль-Ашраф не отправил Тамту обратно в родительскую семью как вдову, а сделал своей женой. Известно, что к тому моменту, когда аль-Ашраф женился на Тамте, у него уже была как минимум одна жена. В 1208/09 году его женой стала Терджан-хатун, сестра атабека Мосула, Зангида Нур ад-Дина Арсланшаха. Этот брак был организован отцом аль-Ашрафа, аль-Адилем. Возможно позднее, в 1219 году, аль-Ашраф взял в жёны сельджукскую принцессу, сестру султана Кайкавуса I и Алаэддина Кей-Кубада I. Источники писали «они [аль-Ашраф и Кей-Кубад] заключили брачные союзы». При этом известно точно, что Кей-Кубад женился на сестре аль-Ашрафа, а указание на «союзы» в множественном числе может означать, что аль-Ашраф женился на сестре Кей-Кубада.
Сомнителен факт близости между Тамтой и аль-Ашрафом, поскольку он проводил вдали от неё длительное время и, возможно, предпочитал любовь мужчин, поскольку, как известно, он посвящал стихи мальчикам. У аль-Ашрафа было три жены и только один ребёнок, дочь. Хотя есть вероятность, что её матерью была Тамта, девочка жила в Дамаске и Каире. Согласно источникам, первая жена аль-Ашрафа, Терджан-хатун, была покровителем двух зданий в Дамаске. Это говорит о том, что она сопровождала мужа, в отличие от Тамты, скорее всего, оставшейся в Хлате, хотя Ж. Субле, ссылаясь на Сибта Ибн аль-Джаузи и Ибн-Василя, полагала, что и Тамта до 1245 года находилась в Дамаске.
Во втором браке Тамты были длительные периоды, когда Тамта жила в Хлате без мужа. Почти весь 1221 год он со своим братом аль-Камилем сражался в Египте против крестоносцев. Возможно, в 1222 году, когда Хлатом управлял аль-Музаффар Гази, Тамта принимала участие в урегулировании конфликта между ним и грузинами.
В 1229 году, после смерти его брата аль-Муаззама, аль-Ашраф стал эмиром Дамаска, а земли в Джазире ему пришлось уступить родственнику. Единственное владение, которое он себе оставил из прошлого — Хлат, который был отрезан от его сирийских земель. Тамта, как женщина, не могла быть официальным правителем или губернатором города, поэтому ещё в начале 1220-х годов аль-Ашраф назначил вали Хлата своего хаджиба Хусам аль-Дина Али. Для успешного правления Тамте было необходимо найти способ каким-то образом работать с хаджибом или через него. Тамта могла управлять независимо от мужа, но не делать это открыто. Возможно, аль-Ашраф считал, что её присутствие и деятельность будут являться сдерживающим фактором для хаджиба.
С сентября 1226 по июнь 1227 аль-Ашраф был пленником своего брата аль-Муаззама в Дамаске. Именно в это время к Хлату впервые прибыл хорезмшах Джалал ад-Дин.

### Третий брак
В середине 1200-х годов в жизни Тамты произошёл ещё один перелом. В 1225 году Джелад ад-Дин разбил в битве при Гарни грузинское войско. Киракос обвинил в этом бедствии переход Иване в грузинскую веру и измену армянской. Вардан Аревелци также считал причиной поражения Иване религиозные конфликты. Между 1225 и 1229 годами Джалал ад-Дин дважды сжёг Тбилиси и захватил Двин. В конце 1226 года хорезмшах осадил Хлат в первый раз. Трижды он пытался захватить город, но достиг успеха лишь в 1230 году. Причин напасть на Хлат у султана было несколько. Помимо ключевой ценности местоположения города, у Джелал ад-Дина были личные счёты с хаджибом Хусам аль-Дином Али: одна из жён султана, сельджукская принцесса, втайне сбежала и передала Хусам аль-Дину подвластные ей крепости и казну. Гнев Джелал ад-Дина был так велик, что при переговорах с аль-Ашрафом он согласился на примирение при условии выдачи Хусам аль-Дина. Но хаджиб: то ли он был казнён аль-Ашрафом, то ли умер сам. Не получив своего врага, Джелал ад-Дин стал штурмовать город. 14 апреля 1230 года Хлат был захвачен в результате предательства некоторых горожан. Джелал ад-Дин не обнаружил в городе принцессы, но там была Тамта. По словам Д’Оссона, «Гурджиет (грузинка), жена принца Ашрафа, была в Хелате и стала пленницей султана, который в ту же ночь воспользовался своими правами». Историки отмечали, что совершённое над Тамтой насилие было следствием желания Джелал ад-Дина отомстить принцессе и аль-Ашрафу. Кроме Тамты в плен к Джелал ад-Дину попали два младших брата аль-Ашрафа, Якуб и Аббас. Видимо, понимая ценность происхождения Тамты, Джелал ад-Дин не просто провёл с Тамтой ночь, но и женился на ней. Перед уходом из Хлата он восстановил проломы в стенах города, пробитые катапультами при осаде. Тем не менее, когда аль-Ашраф вернулся в город, по словам Абу-ль-Фиды, Хлат был «в руинах и полностью заброшен». Брак Тамты и Джелал ад-Дина длился всего четыре месяца.
Оскорбление, нанесённое аль-Ашрафу насилием над его женой, пусть и заброшенной в приграничном городе, побудило аль-Ашрафа, по словам Нувайри, заключить союз с Алаэддином Кей-Кубадом против Джалал ад-Дина, который был разбит ими в августе 1230 года при Ясы-Чемене и бежал.

### В монгольском плену
Есть различные версии, как Тамта рассталась с третьим мужем и попала в плен к монголам, где, возможно, прожила от пяти до девяти лет. Данные источников и историков часто противоречат друг другу. Известно, что в 1236 году генерал Чормаган, возглавлявший монгольскую армию, вторгся на Кавказ, а затем в 1242/43 году на территорию Армянского нагорья и в Анатолию. Летом 1243 года в битве при Кёсе-Даге монголы разгромили сельджуков, чем обеспечили себе господство в регионе. Невозможно установить, где именно была во время монгольского нашествия Тамта: в Хлате или же у брата Авага в замке Каян. Известно, что Кайан пал в 1236 году в самом начале вторжения. Хлат был захвачен монголами вскоре после Кайана.
По словам Киракоса, татары взяли её в плен от Джелал ад-Дина. Аналогичного мнения придерживался К. Патканов. Согласно В. Минорскому, во время бегства Джалал аль-Дин прошёл мимо Хлата и взял Тамту с собой. Вероятно, это, как и брак с ней, было нужно для того, чтобы воспользоваться помощью семьи Тамты, Закарянов-Мхаргрдзели, в чьих владениях, согласно Р. Шукурову, укрылись хорезмийцы. Преследуя их, Алаэддин Кей-Кубад и аль-Ашраф взяли город Иване, Олту. Согласно Истмонду, Джелал ад-Дин отступил в Хой, но затем договорился с аль-Ашрафом о перемирии и, видимо, вернул Тамту в Хлат. Аль-Ашраф вернулся в Дамаск, а Тамта осталась в Хлате, где потом и попала к монголам в плен. По словам Ж. Субле, Тамта до 1245 года была в Дамаске, откуда отправилась в Хлат. По мнению Минорского, Тамта сбежала от Джелал ад-Дина к своему брату Авагу: «Она была в его крепости (Каян), когда последний был взят войсками Чормагана в 1239 году, после чего мы слышим о её присутствии при дворе Угедей-хана». В. Минорский и К. Патканов придерживались версии, изложенной Киракосом, согласно которой Тамта была в плену, но посол Русудан к Угедею упросил его отпустить Тамту. Д’Оссон не писал о нахождении Тамты в монгольском плену. По его словам, в 1240 году Аваг и Тамта сами прибыли к Угэдею. Основанием для Д’Оссона служил отрывок из «Столетней летописи (Анонимный хронограф XIV века)», в котором упоминается путешествие к монголам брата Тамты, Авага, вместе с «хлатским султаном».

### Правительница Хлата
Все историки согласны, что так или иначе, но в первой половине 1240-х годов Тамта была у Угедея, и получила от него в управление Хлат и его окрестности как вассал монголов. Посланника Русудан Киракос Гандзакеци называет Хамадолой. Имя не является распространённым и помимо Киракоса упоминается лишь Григором Акнерци (ранее труд приписывался иноку Магакии), где Хамадола играет отрицательную роль, способствуя из личной мести поражению Иване Мхаргрдзели от монголов. Возможно, что это тот же самый Хамадола. Хамадола доставил в Каракорум письмо Русудан, просившей отпустить Тамту. Кроме этого о посольстве Хамадолы известно только то, что он отправился в Каракорум «в начале второго года после бегства султана Гият ад-Дина [Кайхусрава II]». Значит, Себастаци, датировавший возвращение Тамты 1245 годом, не ошибался.
Просьба Русудан означает, возможно, что и для родной семьи она обладала значимостью. В это время брат Тамты, Аваг, занимал высокое положение, он был назначен монголами для посредничества между двумя царями и контроля над ними (сыном Георгия Лаши Давидом Улу и сыном Русудан Давидом Нарином).
Возможно, памятуя о прошлом времени, когда женщина могла править лишь через мужчину, Тамта сделала попытку обрести формального мужа. Согласно Ж. Субле, которая не приводит источников, Тамта писала дважды Шихаб аль-Дину Гази, брату двух её покойных айюбидских мужей. Он управлял городом недалеко от Майяфарикина. В первом письме по пути в Хлат Тамта писала: «Я была женой твоего брата аль-Ашрафа и получил от хакана в управление Хлат. Если ты женишься на мне, эта провинция будет твоей». Из Хлата Тамта послала ещё одно письмо: «Я еду в Майяфарикин». Но Гази не ответил ни на одно письмо.
В последние годы жизни, после смерти Авага, Тамта воспитывала его внебрачного сына. У Авага не было сыновей в законном браке с Гванцей, только дочь Хошак, отданная отцом как выкуп монголам в 1236 году и ставшая женой Шамс ад-Дина Джувейни. Аваг умер в 1250 году, а его имущество было передано его двоюродному брату Закаре. Возможно, Тамта рассчитывала, что воспитываемый ею ребёнок сможет унаследовать земли Авага, аналогично тому, как Давид Улу, незаконнорожденный сын Георгия Лаши, унаследовал трон. Однако в итоге земли Авага получила Гванца.
Вассалы монголов должны были участвовать в их походах, собирать для монголов налоги (дань) и поддерживать порядок. Если в начале своей жизни в Хлате после первого замужества Тамта снижала налоги, то теперь, выполняя волю монголов, она была вынуждена их ужесточать. Поскольку Тамта оставалась подконтрольным монголам правителем около десяти лет, можно сделать вывод, что она выполняла все эти требования.
К. Туманов датировал смерть Тамты 1254 годом, однако источников он не указал. Местонахождение захоронения Тамты неизвестно.

## Значение
Киракос Гандзакеци свидетельствовал, что брак Тамты с аль-Аухадом, а затем с его братом аль-Ашрафом имел благоприятные последствия для христиан, живших в окрестностях Хлата. Тамта не сменила веру и ей было разрешено построить часовню в цитадели в Хлате. Безусловно, христианское население Хлата имело и до этого церкви для каждой конфессии, но наличие дворцовой часовни давало христианам уверенность в признании правителями права населения исповедовать христианство.
Аль-Ашраф не отправил Тамту обратно в родительскую семью как вдову, а сделал своей женой. Это означает, что она, вероятно, приобрела влияние в Хлате. Доказательством того, что правителю Хлата было важно иметь жену-христианку, служит сватовство аль-Музаффара Гази, брата аль-Ашрафа, которого аль-Ашраф назначил управлять Хлатом через десять лет. Аль-Музаффар написал грузинскому царю Георгию IV Лаше, прося руки царевны Русудан.
Киракос Гандзакеци писал, что Тамта добилась снижения налогов и поддержки паломников, что свидетельствует о её влиянии в городе. Поскольку в 1220-х годах интересы аль-Ашрафа всё больше переместились из Анатолии в Сирию, ему был необходим доверенный управитель в Хлате. Возможно, в 1222 году, когда Хлатом управлял аль-Музаффар Гази, Тамта принимала участие в урегулировании конфликта между ним и грузинами, поскольку с мирными предложениями грузины обратились не к аль-Музаффару, а к аль-Ашрафу, возможно, через Тамту.
Возможно, в решении монголов вернуть Тамту сыграло роль то, что, по их мнению, для жителей Хлата она была легитимным правителем, наследницей мужа. Вероятно, это отражало реальное положение дел, поскольку не известно о каких-либо восстаниях в Хлате при её правлении.
По словам К. Патканова, «жизнь её была полна разнообразных приключений и превратностей, но она постоянно пользовалась большимъ уважением мусульман».

## В культуре
- Абашидзе Г., Долгая ночь

## Комментарии
1. ↑  
  - «The conflicting claims of the brothers, as vassals in Georgia but as independent kings in their own lands, are reflected in the modern disagreement about the family's name: Mqargrdzeli in medieval Georgian sources, Zakarian in modern Armenian histories»[2].
  - «The family is referred to as the Mhargrjeli in Georgian sources and contemporary inscriptions and as the Zakarean  in later Armenian historiography»[3].
2. ↑  «The earliest reference to the family as Zakarean, to my knowledge, occurs in Vardan Arewelc*i's Historical Compilation. In neither Zak'arē's nor Iwanē's inscriptions, however, is that surname employed[3]».
3. ↑  
  - С. Ла Порта: «I have therefore decided to refer to the brothers by the moniker Mhargrjeli attributed to them by the K'art'lis C'xovreba as well as used by them in their inscriptions, cf. Zak'are's inscription on his church at Ani[3]».
  - Согласно К. Костанянцу, надпись расположена в Ошакане: «Смбат, слуга великого Иване Мхаргрдзели (Սմբատ, ծառայ մեծին իտանէի Մխարգր ձէլի)»[4].
  - Церковь Закаре в гороле Ани, снаружи, у восточного угла южной стены: « Саргис Мхаргрдзели (ՄԽԱՐԳՐՄԵԼԻ՛Ն ՍԱՐԳՍԻ)»[5].
  - Тежаруйгский монастырь, южная сторона церкви: «… Иванэ Мхаргрцель, сын эристава — эриставов Саркиса мандатуртухуцеса, брат шахиншаха — великославного армирспасалара Захария… во имя твое построил сей монастырь и церковь»[6]
4. ↑  «Among the amirspasalaris (commanders-in-chief) are many references to the Armenian Mq'argrdzeli (modern orthography: Mkhargrdzeli, var. Mxargrdzeli) house, in their native tongue known as the Zak'areans/Zakarids. Sargis Mq'argrdzeli served as Queen T'amar's amirspasalarf, after him his son Zak'aria held the post while Zak'aria's younger brother, Ivane, not only was the msakhurt'-ukhuts'esi, the chief of the secretaries, but also a convert to Georgian Orthodoxy[7]».
5. ↑  «Закарэ и Иванэ из рода Мхаргрдзели, могущественных армян на грузинской службе…»[8].
6. ↑  «The Muslim Abul Fida unexpectedly styles Zakare “king of Georgia"»[10].
7. ↑  
  - Вардан Аревелци: «В это время жили славные князья: Закаре и Иване, сыновья Саргиса, курдские переселенцы»[12].
  - Киракос Гандзакеци: «В дни царствования армянского царя Левона жили на Востоке два брата — сыновья благочестивого ишхана Саргиса, сына Ваграма, сына Закарии, который отделился от курдов племени Бабира. Имя первого было Закарэ, а второго — Иванэ»[13].
8. ↑  В. Минорский: «The name Ba-pir is frequent among the Kurds and a clan Piran exists among the Mangur federation»; «Thamar’s victories were chiefly due to the generals Zak'are and Ivane, whose family is called in Georgian Mxargrdzeli Longimani. According to a tradition which has every reason to be true, their ancestors were Mesopotamian Kurds of the tribe (peel) Babirakan»[15].
9. ↑  « Zak'are and Ivane were both Christians. Of Kurdish origin, their ancestors had served Armenian lords in Tasir and were converted to Christianity»[16].
10. ↑  «Finally two viceroys of Queen Tomar (1384—1212), the Christianized Kurds the amir-spasalar Zakare and his brother the atabeg Iwanē Mxargrzeli («Long Hand»), reconquered Ani in 1199 and Dwin in 1203»[10].
11. ↑  «The numerous Zakarid inscriptions Ieave no doubt that they considered themselves Armenjans»[10].
12. ↑  
  - М. Броссе: «По воле Божьей, эта надпись навсегда является памятником сыновей великого Саргиса, Закаре и Иване Багратидской расы»[17].
  - Истмонд: «(эмир) спасалар Закария [и] Ивана (Иване) ас-Сарруни (Арцруни)»[18]
13. ↑  «князь Иванэ съ присоединеніемъ къ халкедонитской церкви не переставалъ быть армяниномъ»[19]
14. ↑  
  - Бар-Эбрей: «И в шестьсот пятом году арабов множество людей иберов отправились в страну ХЛАТ. И они вторглись в город Арджиш, и они захватили его и разграбили его; и они убили пожилых людей и их маленьких детей, и сделали женщин, и сыновей, и дочерей пленниками. И они разрушили это место абсолютно, и оставили его опустошённым и оголённым в руинах. И Наджмеддин Аухад находился в Хлате, и он не мог выйти и вступить с ними в бой из-за их большого количества, и он не мог доверять людям Хлата из-за убийств, которые он совершил среди них, и [он боялся], когда он выйдет, они восстанут и сдадут город иберам»[31].
  - Ибн аль-Асир: «ГОД 605 Хиджры. Грузины выступили в большом количестве против земли Хлата и направились в город Арджиш. Они осадили его, захватили его с огромной силой, разграбили все богатства и блага в нём, и превратили всех его жителей в плен, а затем сожгли и полностью уничтожили его. Жителей не осталось, и он оставался пустынным и в руинах, как будто бы он не был ещё накануне богатым и пышным городом. Неджмэддин Аюб, принц Армении, находился тогда в городе Хлат, и у него была большая армия с ним. Но он не выступил против грузин по нескольким причинам, включая множество врагов и страх, который он испытывал к жителям Хлата, из-за зла, которое он им ранее причинил, а именно: преследования и казни. В действительности, он боялся, что, если он покинет Хлат, он не сможет вернуться»[32].
15. ↑  «al-Ashraf's Georgian wife»[42]; «son épouse géorgienne»[43].
16. ↑  Киракос Гандзакеци: «Иванэ впал в ересь халкидонскую, в которую повержены были грузины, ибо он, очарованный царицей, которую звали Тамар, дочерью Георгия, полюбил славу людскую более, чем славу божью; а Закарэ остался верен православию (то есть армяно-григорианскому исповеданию), которое исповедуют армяне»[34].
17. ↑  Киракос описывал это так: «Иванэ, брат военачальника, вышел с целью прогулки, чтобы осмотреть [крепостную] стену; и, неосторожно повернувшись, конь его оступился, [попал] в ров, сокрытый там, и сбросил его на землю. И мужи городские, увидев это, напали на него, захватили в плен и увели его в город»[46].
18. ↑  
  - Абу-ль-Фида: «Взятый в плен, он согласился выкупить себя путём реституции нескольких укреплённых замков, освобождения пяти тысяч мусульманских пленников и выплаты ста тысяч динаров. Тридцатилетнее перемирие было заключено между ним и мусульманами, и он согласился отдать свою дочь замуж за Эль-Малек эль-Аухад. Этот договор был ратифицирован клятвами двух сторон, и заключенный был освобождён»[48].
  - Вардан Аревелци: «Иване был отведён пленником в Хелат и освободился, благодаря (единственно) великой воинской славе своего брата, который к тому же уступил дочь свою в жены Мелику Ашрафу, владетелю Хелата»[49].
  - Киракос Гандзакеци: «Затем, заключив дружбу меж собой, попросили дочь Иванэ в жены. И было так, как они просили: взяли заложников и отпустили Иванэ»[34].
19. ↑  Киракос Гандзакеци: «стала женою Куза, а после него Ашрафа»[34]
20. ↑  Киракос Гандзакеци: «И в гордости великой, чванясь, они дали обет: если одержат над ним победу — обратить в веру грузинскую всех подвластных им армян, а сопротивляющихся — истребить мечом. Дума эта внушена была им не богом, договор был заключён не с помощью [святого] духа; они не спросили господа, дарующего победу тому, кому пожелает»[59].
21. ↑  Вардан Аревелци: «большая их часть нашла себе смерть в глубокой пропасти потому, что Божий гнев был на Иване за новое и неслыханное злодейство, им совершённое. Ибо по его приказанию, тело одного иерея, по имени Паркешт, было вырыто из могилы и предано огню, а над могилой была зарезана собака как бы в насмешку над приходящими на поклонение мощам иeрея. Но Бог прославил их, окружив светом перед жителями укреплённого города Беджни, где и положено было основание церкви. На почести, воздаваемые священнику армянского исповедания, не мог равнодушно смотреть Иване, подстрекаемый наущениями какого-то человека, которого (однако) Бог поразил громом в ночь тото же дня, когда совершались все эти происшествия»[60].
22. ↑  
  - Киракос Гандзакеци: «[Хлат] находился под властью султана Ашрафа. [Джалаладин] дал ему сражение и захватил [город]. Была там и жена султана по имени Тамта, дочь Иванэ, о которой мы выше упомянули, что [Ашраф] взял её себе в жёны»[68]. «Она попала в плен к хорезмскому султану Джалаладину»[69].
  - Джувейни, писавший в 1252/53 году, ещё при жизни Тамты: «султан… вошёл в дворец (wan), где провёл ночь в обществе дочери Иване, которая была женой мелика Ашрафа, и тем самым смягчил свой гнев, вызванный тайным бегством Малики. Когда султан забрал себе Малику, … и не прошло с тех пор и года, как в руки султана попала супруга мелика Ашрафа»[70].
  - Ан-Насави: «Затем оттуда он пошёл к крепости Алиабад, принадлежавшей княгине Тамте в Ламикуре. Он быстро взял крепость, подавил её силы, перебил её жителей и делал там всё, что хотел. Затем он … отправился, чтобы начать осаду Хилата»[71].
  - Минорский: «Судьба принцессы сельджуков, которую гаджиб Али спас из Хоя во время отсутствия Джалала аль-дина в Ираке, неизвестна. Мы знаем только о том, что, взяв Хилат в 1230 году, Джалал жестоко отомстил за её похищение, велев жене Малика аль-Ашрафа Тамте явиться в его шатёр»[40].
23. ↑  Киракос Гандзакеци: «Она попала в плен к хорезмскому султану Джалаладину, оттуда её взяли снова в плен [татары] и отправили к хану, где она пробыла долгие годы»[69].
24. ↑  К. Патканов:«Монголы разбили Джелаледдина и обратили его въ бѣrство къ Амиду, и въ это время Тамта попала въ ихъ руки»[39].
25. ↑  
  - Киракос Гандзакеци: «когда грузинская царица Русудан отправила послом к хану князя Хамадолу, тот на обратном пути выпросил у хана Тамту и привез её с собой»[69].
  - В. Минорский: «Говорят, что она вернулась из Монголии с посланником королевы Русудан (князь „Хамадола“)»[40].
  - К. Патканов: «Она долгие годы провела въ Монголии и воротилась оттуда съ посланникомъ Русуданы, Хамадоллой»[39].
26. ↑  Хронограф: «Когда же сей посланник вернулся, Аваг, который царицей Русудан из амирспасаларов был возведен в атабаги, совместно с хлатским султаном был отправлен ноином Чагатой к каэну Бато. Пошли они по неведомым путям, никогда прежде не проходимым никем из рода грузин. Когда же дошли до Бато…»[79]

Монета, отчеканенная в Хлате в период правления Тамты в 1250 году. Изображение всадника, повернувшегося назад и стреляющего из лука, характерно для монгольских монет того времени.

27. ↑  
  - Киракос Гандзакеци «вместе с указом хана, предписывавшим вернуть [Тамте] всё, что принадлежало ей, когда она была женою Мелика Ашрафа. И они исполнили приказ своего государя: вернули ей Хлат вместе с окрестными гаварами»[69]. «[татары] совершили поход на город Хлат в краю Бзнунийском и, взяв его, отдали сестре Авага, Тамте, бывшей раньше, пока она была женою Мелика Ашрафа, владелицей этого города»[69].
  - Себастаци, современник: «В году 694 (1245) захватили Хлат и передали Тамте, сестре Авага, которая была замужем за Мелик-Ашрафом»[35].
  - К. Патканов: «При этомъ, по повелѣнію великаго хана, ей возвращены были всѣ ея бывшая владѣнія въ Хлатѣ и его окрестностяхъ»[39].
  - Д'Оссон: «На следующий год, в 1245 году, монголы захватили районы, расположенные к северу от озера Ван, и захватили, помимо других городов, Хелатт, который они передали, согласно приказу императора Оготая, грузинской принцессе Тамте, дочери Иване и сестре Авака, которая была женой принца Ашрафа»[80].
  - В. Минорский: «Согласно Абул-Фиде, татары оккупировали Хилат и Амид. Монгольские генералы признали права Тамты как жены Малика аль-Ашрафа и восстановили её в Хилате и его территориях»[40].
28. ↑  Возможно, это грузинизированная версия имени Шамс аль-Даула[81].
29. ↑  Григор Акнерци: «по внушению сатаны владетель манасагомский, Хамидола, из за какой-то мести, подрезал жилу лошади атабека Иване… совершено было проклятым Хамидола то преступление»[82].
30. ↑  Киракос Гандзакеци: «у Авага не было сыновей. Была [у него] только малолетняя дочь и от незаконной связи — малолетний сын; его взяла к себе сестра его и воспитывала»[85].
31. 1 2  Киракос Гандзакеци: «Приезд жены в дом султанов принёс большую пользу: легче стало христианам, находившимся под их властью, а ещё более — области Тарон, ибо монастырям, расположенным там и обложенным податью, облегчили меру подати, а для половины [населения] — вовсе упразднили. [Султаны] приказали подвластным [владетелям] не обижать и не притеснять странников, направляющихся на богомолье в Иерусалим. Ещё более возросли [права] грузин, … и [последние] были свободны от податей во всех их городах, а также в Иерусалиме»[44].